# Australische steltkluut
De Australische steltkluut (Himantopus leucocephalus) is een waadvogel met zeer lange poten uit de familie van kluten (Recurvirostridae) die voorkomt in het Australaziatisch gebied. Vaak wordt deze steltkluut als ondersoort H. himantopus leucocephalus beschouwd.

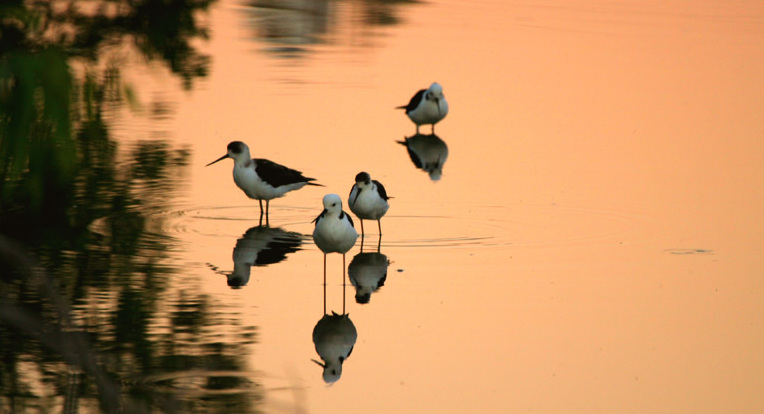
Australische steltkluten in de buurt van Perth.

## Verspreiding
De soort komt voor als standvogel in Nieuw-Zeeland, Australië, de Grote Soenda-eilanden en Sri-Lanka en als trekvogel op Nieuw-Guinea en de Filipijnen.

## Status
De Australische steltkluut heeft een enorm groot verspreidingsgebied en daardoor alleen al is de kans op de status kwetsbaar (voor uitsterven) uiterst gering. De grootte van de populatie is niet apart gekwantificeerd, maar wordt door BirdLife International als een ondersoort beschouwd.